# Tom Felton
Thomas Andrew "Tom" Felton, född 22 september 1987 i Epsom, Surrey, är en brittisk skådespelare. Han är mest känd för sin roll som Draco Malfoy i Harry Potter-filmerna. Felton är även musiker och har publicerat musik sedan 2008.

## Bakgrund
Felton genomgick primary school vid West Horsley's Cranmore School fram till 13 års ålder och därefter Howard of Effingham School. Felton är yngst av fyra bröder.

## Filmografi
| År   | Titel                                             | Roll               | Noteringar |
| ---- | ------------------------------------------------- | ------------------ | --- |
| 1997 | Lånarna                                           | Peagreen Clock     | |
| 1998 | Bugs                                              | James              | Avsnitt "Pandoras' Box" |
| 1999 | Anna och kungen                                   | Louis T. Leonowens | |
| 1999 | Second Sight                                      | Thomas Ingham      | TV-film |
| 2000 | Second Sight 2: Hide and Seek                     | Thomas Ingham      | TV-film |
| 2001 | Harry Potter och de vises sten                    | Draco Malfoy       | Nominerad – Young Artist Award för Best Ensemble in a Feature Film Nominerad – Young Artist Award för Best Performance in a Feature Film: Supporting Young Actor |
| 2002 | Harry Potter och Hemligheternas kammare           | Draco Malfoy       | |
| 2004 | Harry Potter och fången från Azkaban              | Draco Malfoy       | |
| 2005 | Harry Potter och den flammande bägaren            | Draco Malfoy       | |
| 2007 | Harry Potter och Fenixorden                       | Draco Malfoy       | |
| 2009 | The Disappeared                                   | Simon              | |
| 2009 | Harry Potter och Halvblodsprinsen                 | Draco Malfoy       | MTV Movie Award för Best Villain Scream Award för Best Ensemble                                                                                                  |
| 2010 | Harry Potter och Dödsrelikerna del 1              | Draco Malfoy       | MTV Movie Award för Best Villain Teen Choice Award för Movie: Villain                                                                                            |
| 2010 | White Other                                       | Ray Marsden        | Kortfilm |
| 2010 | Get Him to the Greek                              | Sig själv          | Cameo |
| 2010 | 13Hrs                                             | Gary Ashby         | |
| 2011 | Harry Potter och Dödsrelikerna del 2              | Draco Malfoy       | Nominerad – Scream Award för Best Ensemble |
| 2011 | Apornas planet: (r)Evolution                      | Dodge Landon       | |
| 2012 | The Apparition                                    | Patrick            | |
| 2012 | From the Rough                                    | Edward             | |
| 2012 | Labyrinten                                        | Viscount Trencavel | TV-miniserie |
| 2013 | Therese                                           | Camille Raquin     | |
| 2013 | Fangs of War 3D                                   | Dr. John Seward    | |
| 2013 | Grace and Danger                                  | Carnaby            | |
| 2013 | Belle                                             | James Ashford      | |
| 2014 | Ghosts of the Pacific                             | Gene Aldrich       | |
| 2014 | Attachment                                        | Wes Logan          | |
| 2014 | The Flash                                         | Julian Albert      | TV-serie |
| 2014 | Murder in the First                               | Erich Blunt        | TV-serie |
| 2016 | A United Kingdom                                  | Rufus Lancaster    | |
|      | Risen                                             | Lucius Tyco Ennius | |
|      | A Message from the King                           | Frankie            | |
| 2017 | Megan Leavey                                      | Andrew Dean        | |
|      | Feed                                              | Matt Grey          | |
|      | Stratton                                          | Cummings           | |
| 2018 | Ophelia                                           | Laertes            | |
|      | Origin                                            | Logan Maine        | TV-serie |
| 2019 | Braking for Whales                                | Brandon Walker     | |
| 2020 | Monsterjakt för barnvakter                        | Grand Guignol      | |
|      | Slaget vid Schelde                                | Tony Turner        | |
| 2021 | A Tale of Two Mindsets                            | Pessimist          | |
| 2022 | Save the Cinema                                   | Richard Goodridge  | |
|      | Harry Potter 20th Anniversary: Return to Hogwarts | Sig själv          | |

## Diskografi
- 2008 – Silhouettes in sunsets (singel)
- 2008 – Time well spent (EP)
- 2008 – All I need (EP)
- 2009 – In good hands (EP)
- 2010 – If you could be anywhere (singel)
- 2011 – Hawaii (EP)
- 2021 - YoOHoO (EP)